# Distrikt Lajas
Der Distrikt Lajas liegt in der Provinz Chota in der Region Cajamarca in Nordwest-Peru. Der Distrikt wurde am 29. Dezember 1856 gegründet. Er hat eine Fläche von 121 km². Beim Zensus 2017 wurden 11.746 Einwohner gezählt. Im Jahr 1993 lag die Einwohnerzahl bei 13.940, im Jahr 2007 bei 12.734. Sitz der Distriktverwaltung ist die 2138 m hoch gelegenen Kleinstadt Lajas mit 2167 Einwohnern (Stand 2017). Lajas liegt 48 km westsüdwestlich der Provinzhauptstadt Chota.

## Geographische Lage
Der Distrikt Lajas liegt in der peruanischen Westkordillere im liegt im Südwesten des Ostteils der Provinz Chota. Er hat eine Längsausdehnung in NNW-SSO-Richtung von 22 km sowie eine maximale Breite von 11 km. Der Fluss Río Chotano durchquert den Distrikt in westlicher Richtung.
Der Distrikt Lajas grenzt im Süden an den Distrikt Chugur (Provinz Hualgayoc), im Westen an die Distrikte Uticyacu, Chancaybaños (beide in der Provinz Santa Cruz), Cochabamba und Cutervo (Provinz Cutervo) sowie im Osten an den Distrikt Chota.